# Artes

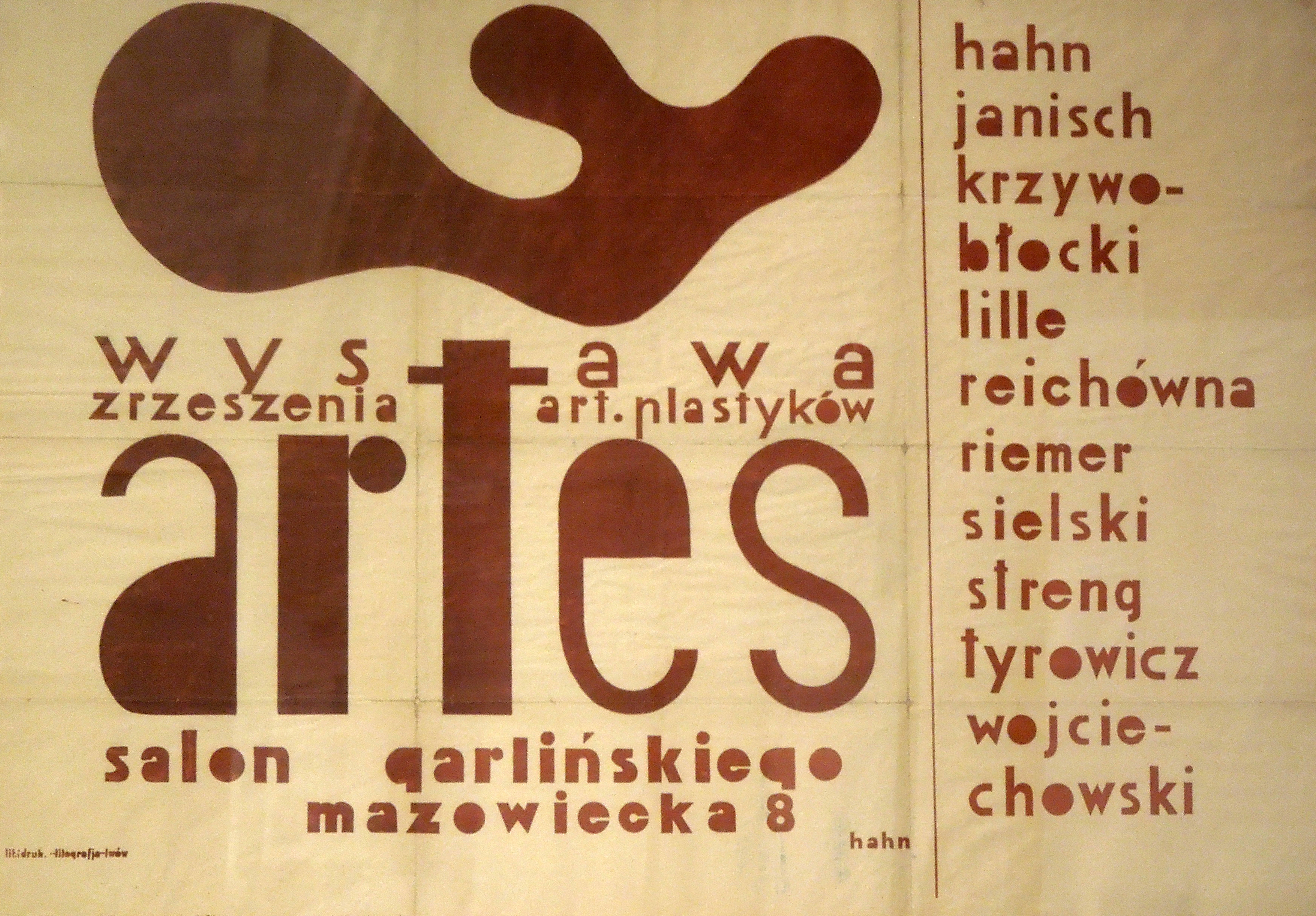
Plakat do wystawy Zrzeszenia Artystów Plastyków "artes" w Salonie Czesława Garlińskiego (1931)

Artes – polska awangardowa grupa artystyczna założona we Lwowie przez Jerzego Janischa, Mieczysława Adama Wysockiego i Aleksandra Krzywobłockiego, działająca w latach 1929–1935.
Do członków grupy należeli m.in. Ludwik Lille, Otto Hahn, Marek Włodarski, Ludwik Tyrowicz, Roman Sielski, Margit Sielska-Reich i Aleksander Riemer.

## Przed powstaniem grupy
Ówczesnych latach brakowało we Lwowie wyższej uczelni artystycznej. Jeszcze przed powstaniem „Artesu”, w latach 20, istniały we Lwowie przejawy nowych poszukiwań w sztuce. Przyszli członkowie byli powiązani m.in. z wystawą grupy „Formistów” w 1918, 1920 i 1922 r. Z okazji pierwszej rozpisano w lwowskiej prasie ankietę na temat ekspresjonizmu. Wkrótce po tym powstała grupa lwowskich adherentów ruchu formistycznego, w której skład wchodził m.in. Ludwik Lille, Zofia Vorzimmerówna, Zygmunt Radnicki i Stanisław Matusiak. Ludwik Lille razem z Z. Radnickim i S. Matusiakiem zorganizowali własną wystawę w 1922 r. w swoich pracach podkreślali dążenie do oddania „samą barwą i linią” różnych nastrojów i stanów psychicznych oraz wrażeń muzycznych.
W 1924 r. Aleksander Riemer razem z Emilem Kunke wystawił pod hasłem „Sztuka Młoda”, prace ekspresjonistyczne. W 1928 r. Otto Hahn i Marek Włodarski przedstawili wystawę konstruktywizmu, która stanowiła bezpośrednią zapowiedź „Artesu”.
Trzecie, zasadnicze znaczenie w źródłach artystycznej działalności grupy miały związki z Paryżem. W latach 1923–1929 w Paryżu przebywała większość przyszłych członków „Artesu”. Włodarski, Hahn i Sielska uczęszczali do Akademie Moderne, prowadzonej przez Legera i Ozefanta. Prace Janischa, Riemera i Wysockiego były reprodukowane przez dwujęzyczne pismo „L’Art Contemporain – Sztuka Współczesna”. W pracach tych artystów uwidaczniał się już wpływ surrealizmu.
W tym czasie wystawiali już Margit Reichówna, Ludwik Tyrowicz i Mieczysław Wysocki.

## Założenie grupy
Grupa „Artes” była pierwszą organizacją na tym terenie stanowiącą sobie za cel torowanie nowych dróg w sztuce. Późnym latem lub wczesną jesienią 1929 r. kilku młodych artystów utworzyło własną organizację i wystąpili wspólnym pokazem swych prac. Wśród artystów, którzy założyli tę grupę, byli dwaj malarze powracający z Paryża: Jerzy Janisch i Mieczysław Wysocki oraz architekt Aleksander Krzywobłocki, autor statutu grupy.
Nazwę zaproponował Jerzy Janisch, miała symbolizować ideę integracji wszystkich dziedzin plastyki (malarstwa, grafiki, architektury, według pierwotnych założeń również rzeźby). Do członków założycieli zaproszono również Romana Sielskiego (pierwszego przewodniczącego zarządu) i Margit Reichówną-Sielską, grafika Ludwika Tyrowicza i architekta Tadeusza Wojciechowskiego.
Pierwszą wystawę otwarto w styczniu 1930 r. w salonie lwowskiego TPSP. Wkrótce po tym zrzeszenie opuścił M. Wysocki. Drugi występ członków grupy odbył się już w rozszerzonym składzie. Do Janischa, Sielskiego, Sielskiej i Tyrowicza dołączyli Lille, Hahn, Włodarski i Riemer. Spowodowało to zmiany z zarządzie grupy.
Zrzeszenie „Artes” zorganizowało w latach 1930-1932 11 wystaw: we Lwowie, Warszawie, Krakowie, Stanisławowie i Tarnopolu. W listopadzie 1930 r. wydano w nakładzie 60 egzemplarzy „I Tekę artes”, zawierającą po jednej litografii Hahna, Janischa, Krzywobłockiego, Lillego, Riemera, Sielskiej, Sielskiego, Tyrowicza, Włodarskiego i S. Wojciechowskiego.
W listopadzie 1931 r., z okazji VII wystawy zbiorowej, grupa wydała ulotkę przedstawiającą poglądy artystyczne poszczególnych artystów. Próbowano zwiększyć atrakcyjność pokazów grupowych np. poprzez dołączenie do biletów bezpłatnych premii w postaci litografii członków lub przez urządzenie na wystawie koncertów muzyki współczesnej. Ostatnia wystawa grupowa odbyła się w 1932 r.

## Poglądy grupy
Artyści zgrupowani w „Artesie” nie wysunęli żadnego wspólnego jednolitego programu. Pierwszy katalog wystawy nie posiadał nawet tradycyjnego wstępu, określającego najogólniej wspólne cele. Na podstawie dorywczych wypowiedzi samych artystów i krytyków oraz biorąc pod uwagę rozmaitość na pierwszej wystawie grupy, Łukaszewicz (monografista grupy) podkreśla że punktem wyjścia było wspólne pragnienie połączenia wysiłków dla tworzenie „współczesnego” malarstwa i „współczesnej” architektury, jednocześnie przeciwstawiając się dotychczasowym kanonom w tych dziedzinach. Później w praktyce problematyka architektoniczna pozostała na marginesie.
Od pierwszej wystawy grupa „Artes” pozostawała pod wpływem surrealizmu, z którym wielu członków zrzeszenia zetknęło się bezpośrednio w Paryżu. Część z nich nawiązała nawet kontakt z ważnymi artystami francuskiego surrealizmu. Marek Włodarski nawiązał osobiste kontakty z przywódcą ruchu A. Bretonem i A. Massonem. Pomimo tego program teoretyczny Bretona nigdy nie został przyjęty przez członków grupy.
Pod koniec 1931 r. w poglądach niektórych członków zrzeszenia nastąpiła zmiana, widoczna w wypowiedziach Janischa i Włodarskiego zamieszczonych w „Ulotce Artes”.

Jerzy Janisch pisał:
„Wyszliśmy po odbytych ćwiczeniach ze sal gimnastycznych kubizmu i konstruktywizmu, następnie odbyliśmy obowiązkowe młodzieńcze „Wanderjahre” w kraj nadrealizmu. Obecnie, po powrocie z podróży (z ćwiczeń gimnastycznych pozostały nam potężne mięśnie) – idziemy lekkim krokiem naprzeciw ciągowi dalszemu ciągowi naszej sztuki”.
Włodarski pisał:
„likwiduje się ostatni okres malarski, okres poezjo-malarstwa, okres sztucznego romantyzmu i fałszywego bohaterstwa”.
Obydwaj artyści nie potrafili jednoznacznie podać, jaki ma być dalszy ciąg sztuki:
„Otwieramy drzwi i okna na wszelką treść a nawet anegdotę. (...) Dążę w kierunku treści codziennej: płaszcz, butelka, kapelusz, okręt, koń: podziwiam mistycyzm faktów zwyczajnych, np. pożyczanie komuś ognia od papierosa na ulicy” (Janisch), „odrywam wzrok skierowany dotychczas w niebo i patrzę na ziemię, na ulicę, widzę życie i wypadki bez tytułu, człowiek nie jest już dla mnie aniołem, a kamień romantycznym zdarzeniem, – wytrzeźwiał odór perfumowanej poezji, zwracam się do tematu, do fabuły, daje mi ona ogrom bogactwa, malarskiego pojęcia i radość prostoty” (Włodarski).
W 1932 r. Otto Hahn wydał artykuł „Konstruktywizm, nadrealizm i co dalej?” pokazując podobne poglądy przeniesione na ogólne rozważania o przyszłości malarstwa europejskiego. Po omówieniu konstruktywizmu i surrealizmu Hahn przeszedł do wniosku, że:
„malarstwo które nadchodzi będzie z całą pewnością w treści, pojęciu i przedstawieniu – malarstwem realistycznym.” „Oczekujemy teraz form konkretnych, jasno przedstawionych. Żadnej mgły, żadnych czarów (...). Fabuła nabierze większego znaczenia, wraz z nią powróci temat. Tematy brane będą nie ze starej rekwizytorni malarskiej jak w nadrealizmie, ale z szarego codziennego życia. Dopuszczona będzie – potępiana dotychczas – tendencyjność. To szare malarstwo dla szarego człowieka odwróci się tyłem do elity wybrańców i znawców, zejdzie ze swego cokołu i zmiesza się z tłumem – przeznaczone dla prostego człowieka, zrozumiałe dla wszystkich. Stanie się wyrazicielem codziennej twarzy naszej epoki.”
Rozstrzygające znaczenie dla zmian miał rozwój ówczesnej sytuacji społeczno-politycznej. W obliczu kryzysu gospodarczego w latach 1929-1933.
Na początku lat 30. popularny stał się fotomontaż, spośród członków grupy Krzywobłocki najczęściej się nim posługiwał. Poza Krzywobłockim fotomontażem zajmował się również Jerzy Janisch oraz Margit Sielska w stylistyce surrealistycznej, Otto Hahn oraz Marek Włodarski.
W 1933 r. T. Wojciechowski starał się sformułować program tzw. konstruktywizmu realistycznego, kilka myśli z tego zakresu opublikował w artykule „Temat a sumienie artysty”. Włodarski podjął pierwsze próby tzw. faktorealizmu.
Sprawa "nowego realizmu" po raz ostatni zjednoczyła większość grupy. W tym okresie działalność grupy zaczęła zanikać w wyniku czego powstało na krótko "neoartes" 1933. W latach 1939–1937 ostatecznie zainteresowania członków grupy się rozeszły.